# Prismatocarpus pedunculatus
Prismatocarpus pedunculatus là loài thực vật có hoa trong họ Hoa chuông. Loài này được (P.J.Bergius) A.DC. miêu tả khoa học đầu tiên năm 1839.